# Sławin
Sławin [pronunciación en polaco: /ˈswavin/] es un pueblo  en el distrito administrativo de Gmina Sieroszewice, dentro del Distrito de Ostrów Wielkopolski, Voivodato de Gran Polonia, en el oeste de Polonia central. Se encuentra aproximadamente a 7 kilómetros al este de Sieroszewice, a 26 kilómetros al este de Ostrów Wielkopolski, y a 116 kilómetros al sureste de la capital regional Poznań.
El pueblo tiene una población de 270 habitantes.